# Лойтенеггер, Ханс
Ханс Лойтенеггер (нем. Hans Leutenegger, 16 января 1940, Бихельзее-Бальтерсвиль, Тургау) — швейцарский бобслеист, разгоняющий, выступавший за сборную Швейцарии в начале 1970-х годов. Чемпион зимних Олимпийских игр 1972 года в Саппоро. Также известен как предприниматель и актёр.

## Биография
Ханс Лойтенеггер родился 16 января 1940 года в коммуне Бихельзее-Бальтерсвиль, кантон Тургау. С ранних лет увлёкся спортом, занимался швейцарской гимнастикой, позже решил попробовать себя в бобслее и в качестве разгоняющего прошёл отбор в национальную сборную Швейцарии. Присоединившись к команде пилота Жана Вики, стал принимать участие в крупнейших международных соревнованиях и показал весьма неплохие результаты. Благодаря череде удачных выступлений удостоился права защищать честь страны на зимних Олимпийских играх 1972 года в Саппоро, где в составе четырёхместного экипажа Вики, куда также вошли разгоняющие Эди Хубахер и Вернер Камихель, завоевал золотую медаль. Конкуренция в команде была довольно высокой, поэтому вскоре после этих соревнований Лойтенеггер принял решение завершить карьеру профессионального спортсмена, уступив место молодым швейцарским бобслеистам.
Ещё в 1965 году Ханс Лойтенеггер основал собственную строительную фирму, компания быстро развивалась, и сейчас имеет в штате около тысячи сотрудников, а её ежегодный оборот составляет около 100 млн швейцарских франков.
Помимо всего прочего, Лойтенеггер проявил себя как актёр, снявшись более чем в 35 картинах, в том числе в известном немецком военном фильме 1972 года «Коммандо-леопард». Часто снимался вместе с актёром Клаусом Кински, который стал для него в своём роде учителем, но на определённом этапе карьеры решил уйти из кинематографа, так как совсем не оставалось времени на бизнес и семью. Дважды женат, есть сын и дочь. В 2009 году Лойтенеггеру присудили звание почётного гражданина своей родной коммуны Бихельзее-Бальтерсвиль.